# 交響曲第101番 (ハイドン)
交響曲第101番 ニ長調 Hob. I:101 は、フランツ・ヨーゼフ・ハイドンが1793年から1794年にかけて作曲した交響曲。いわゆる『ロンドン交響曲』のうちの1曲であり、『時計』（独: Die Uhr, 英: The Clock）の愛称で知られる。

## 概要
1793年にウィーン近郊で着手し、ウィーン近郊で第2楽章から第4楽章までを作曲した後に、翌1794年にロンドンで第1楽章を作曲して完成させ、同年3月3日にロンドンのハノーヴァー・スクエア・ルームズで行われたヨハン・ペーター・ザーロモンの演奏会で初演された。自筆譜はベルリン国立図書館に所蔵されている。

### 愛称の由来
『時計』という愛称はハイドン自身によるものではなく、この愛称が最初に現れるのは1798年にヨハン・トレークが、本作の第2楽章を『ロンド：時計』（Rondo. Die Uhr）としてピアノ独奏用に編曲して出版したものであるが、これは恐らく、本作の第2楽章の伴奏リズムが時計の振り子の規則正しさを思わせることから付けられたと考えられている。

## 編成
| 木管         | 木管 | 金管         | 金管         | 打         | 打       | 弦              | 弦 |
| ------------ | ---- | ------------ | ------------ | ---------- | -------- | --------------- | -- |
| フルート     | 2    | ホルン       | 2            | ティンパニ | ●        | 第1ヴァイオリン | ●  |
| オーボエ     | 2    | トランペット | 2            | 他         |          | 第2ヴァイオリン | ●  |
| クラリネット | 2    | 他           |              | 他         | ヴィオラ | ●               |    |
| ファゴット   | 2    | 他           | チェロ       | 他         | ●        |                 |    |
| 他           |      | 他           | コントラバス | 他         | ●        |                 |    |

## 曲の構成
全4楽章、演奏時間は約30分。
- 第1楽章 アダージョ - プレスト
ニ短調 - ニ長調、4分の3拍子 - 8分の6拍子、ソナタ形式。
お使いのブラウザーでは、音声再生がサポートされていません。音声ファイルをダウンロードをお試しください。

- 第2楽章 アンダンテ
ト長調、4分の2拍子、変奏曲形式。
お使いのブラウザーでは、音声再生がサポートされていません。音声ファイルをダウンロードをお試しください。
主題と4つの変奏からなる。主要主題は前後2部に分かれ、それぞれ反復される。スタッカートによって奏される、規則正しいリズムの伴奏部が時計の振り子を思わせる。
第1変奏はト短調でミノーレ（短調）。第2変奏はト長調に戻り、フルート、オーボエ、ファゴットと第1ヴァイオリンが絡み合って進む。第3変奏は変ホ長調で、主題の前半のみが変奏されてから経過部がくる。第4変奏はト長調に戻り、全管楽器を動員してクライマックスを形作る。

- 第3楽章 メヌエット：アレグレット - トリオ
ニ長調、4分の3拍子、三部形式。
お使いのブラウザーでは、音声再生がサポートされていません。音声ファイルをダウンロードをお試しください。
ハイドンの交響曲のメヌエットとしては最も大規模なもので、堂々とした楽章である。トリオはオスティナートに乗って歌われる、軽快な旋律となっている。
このメヌエットは、1793年にハイドン自身の手によって音楽時計用に『音楽時計のための作品 ハ長調』（Hob. XIX:29）として編曲されている。

- 第4楽章 フィナーレ：ヴィヴァーチェ
ニ長調、2分の2拍子（アラ・ブレーヴェ）、自由なソナタ形式。
お使いのブラウザーでは、音声再生がサポートされていません。音声ファイルをダウンロードをお試しください。
ソナタ形式の展開部と再現部が融合したような自由な形式をとり、最後に第1主題が回帰してコーダとなる。

## その他
第2楽章の旋律は、2016年9月から、近鉄特急「青の交響曲」の発車メロディー（大阪阿部野橋駅で聞ける）、ミュージックホーンで採用されている。かつては「百万人の英語」のテーマ音楽でもあった。